# Josip Tomašević
Josip Tomašević (sinh 26 tháng 9 năm 1993) là một cầu thủ bóng đá Croatia thi đấu cho câu lạc bộ Slovenia Rudar Velenje ở vị trí hậu vệ.